# حنكة آل مرشد (يافع)

تعديل مصدري - تعديل

حنكة ال مرشد هي إحدى قرى عزلة لبعوس بمديرية يافع التابعة لمحافظة لحج، بلغ تعداد سكانها 225 نسمة حسب تعداد اليمن لعام 2004.